# I'LL KILL YOU
「I'LL KILL YOU」(アイル・キル・ユー）は、X（現・X JAPAN）の楽曲で、1枚目のシングル。1985年6月15日に発売された。発売元はDADA RECORDS。

## 解説
インディーズ時代に初リリースされた自主制作EP。1000枚をプレスし、地元の友人を中心に手売りし、完売させた。自主制作盤であるため、現在は廃盤となっている。
ジャケット写真には、ベトナム戦争時の本物の死体の写真が多数使われている。当時のメンバーはVo:TOSHI（Toshimitsu Deyama）、Dr:YOSHIKI（Yoshiki Hayashi）、Ba:ATSUSHI（Atushi Tokuo）、Gu:TERRY（Yuji Izumisawa）（2002年に交通事故で死去）、Gu:TOMO（Tomoyuki Ogata）であるが、全員アルファベットでフルネーム表記されている。
尚、「I'LL KILL YOU」はX（現X JAPAN）の初のオリジナル曲である。

## 収録曲
1. I'LL KILL YOU
  - 作詞・作曲:YOSHIKI　編曲:X
  - 後に、アルバム『Vanishing Vision』に収録されたものとは、テンポ、ギターソロ、歌詞の一部が異なる。
2. BREAK THE DARKNESS
  - 作詞・作曲:YOSHIKI　編曲:X
  - 後に、オムニバス・アルバム『HEAVY METAL FORCE III』に収録されたものとは、曲調等が大幅に異なる。シングル・バージョンはライブ記録音源が無い。

## カバー曲
- フランスのシンフォニックブラックメタルバンド、アノレクシア・ネルヴォサが、「I'LL KILL YOU」をカバーしている。同曲は、アノレクシア・ネルヴォサの4thアルバム『Redemption Process』の日本盤（サウンドホリック）にボーナス・トラックとして収録されている。

- VOLCANOが2018年に発表したカバーアルバム、「IRREGULAR」にてカバー。